# Estación Villa Alegre
Villa Alegre es una estación que se ubica en la comuna chilena de Villa Alegre, en la Provincia de Linares, Región del Maule. Fue construida junto con la unión de la vía del Ferrocarril Talcahuano-Chillán y Angol con el Ferrocarril Santiago-Curicó, a fines del siglo XIX. Luego pasó a formar parte de la Red Sur de los Ferrocarriles del Estado, y es parte del Troncal Sur, ubicada en el km 280. No contempla detención y posee oficina de control del tráfico de EFE para los servicios de carga y de pasajeros. De estos últimos el mayor flujo corresponde al servicio EFE Chillán.
La S/E Villa Alegre se encuentra a un lado del recinto estación y cubre hasta el alcance de la S/E Longaví, ubicada a 35 kilómetros al sur. Al norte cubre hasta el alcance de la S/E Panguilemo. Hacia 2022 la estación se encontraba en malas condiciones, conservándose algunas puertas y ventanas.

## Monumento histórico
El 20 de enero de 2017 la estación fue declarada Monumento Nacional en la categoría de Monumento Histórico.
Esta estación es una muestra material del proyecto estatal de finales del siglo XIX y principios del XX, de integrar de forma eficaz las regiones del sur, en una integración política, administrativa, social y económica, dado que uno de los principales usos de esta nueva línea férrea, era transportar productos agrícolas, principalmente cereales, a los puertos del centro del país, para su posterior exportación a los mercados internacionales.
El objetivo fue conectar el país con la zona sur, la cual aportaba al desarrollo nacional a través de la producción y exportación de trigo, por lo que la estación se instaló es un polo productivo local potenciando el desarrollo urbanístico de las localidades aledañas además de suponer una presencia del estado